# Boorne
De Boorne (officieel, Fries: De Boarn) is een riviertje in de provincie Friesland dat stroomt van Bakkeveen tot Irnsum. Het wordt ook wel de Boorn, of Born genoemd, en ten oosten van Oldeboorn is het ook bekend als het Ouddiep (Alddjip) of Koningsdiep; vroeger als Haudmare ('Hoofdmaar').

## Geschiedenis
Historisch stroomde de Boorne langs Rauwerd (Raerd) waar het uitmondde in de Middelzee. Naar dit riviertje is de gemeente Boornsterhem (Boarnsterhim) genoemd.
Aan de hand van de geologische kaarten van de Rijks Geologische Dienst en de Bosatlas van 1939 hieronder de geschiedenis van de Boorn:
Ongeveer 10.500 jaar geleden kwam de zee tot het huidige Beetsterzwaag. De Boorne stroomde ten zuiden van Beetsterzwaag de zee in. Ongeveer 7.000 jaar geleden was er een inham tussen Terschelling en Vlieland, met ten zuiden van de strandwal een kleiner wad met een strook veen langs de oevers. Richting Beetsterzwaag liep die inham bij hoogwater onder. Op het zuidelijkste punt ervan mondde de Boorne uit.
Ongeveer 4.300 jaar geleden was die inham verbreed en uitgediept tot de Middelzee, met klei langs het water en een veenstrook aan de landzijde, tussen Oldeboorn en Beetsterzwaag. Bij Akkrum liep die kleistrook in noordelijke richting. Daarom buigt de Boorne hier nu nog naar het noorden af. Toen kwam de Boorne bij Irnsum, langs Rauwerd, in de Middelzee uit.
Omstreeks 1200 was de Middelzee zover dichtgeslibd, dat voor de Boorne een afwateringskanaal naar het Sneekermeer moest worden gegraven.
De Boorne begint bij Bakkeveen als Oud- of Koningsdiep. Iets ten oosten van Oldeboorn, waar het Ouddiep en het Nieuwe Diep samenkomen, gaat het verder als Boorne. Bij Akkrum is het riviertje omgeleid vanwege het Leppa Akwadukt in de A32. Het stuk tussen Akkrum en Oude Schouw wordt Kromme Knilles genoemd. Na Irnsum heet de oude loop van de Boorne Mûzel en loopt door tot voorbij Rauwerd.

## Plaatsen aan de Boorne
- Bakkeveen
- Nij Beets
- Wijnjewoude
- Oldeboorn
- Irnsum
- Nes
- Akkrum
- Oude Schouw

## Slag aan de Boorne
In de vroege Middeleeuwen vond aan de Boorne bij Irnsum een veldslag plaats tussen de Friezen en de Franken, de Slag aan de Boorne.

## Trivia
Manke Meine en Kromme Knillis zouden rond 1400 een vaart gegraven hebben (nu de Boorne). Bij Akkrum kregen ze een meningsverschil en splitsten zich op en groeven de Kromme Knillis en Meinevaart. De reuzen zijn het beeld van het dorp.